# Ми нисмо анђели (трилогија)
Ми нисмо анђели је југословенска и српска филмска трилогија.

## Филм

### Ми нисмо анђели
Двадесетогодишњи студент књижевности Никола има два проблема: редовну јутарњу амнезију праћену мамурлуком и буђење у креветима непознатих девојака. Невоља почиње када се у његов живот умешају трудноћа и љубав. Наиме, матуранткиња Марина, једна од многих Николиних „једнократних“ авантура, затрудни и притом се још и заљуби у њега. Нажалост, Никола се не сећа баш најбоље свих околности. Маринина најбоља другарица одлучи да ствар узме у своје руке. Пошто Марина одбија да прекине трудноћу, она планира низ сулудих стратегија по угледу на своје омиљене романе са срећним завршетком, како би се „сурови љубавник“ Никола заљубио у Марину...

### Ми нисмо анђели 2
Никола је и даље заводник иако су године учиниле своје. Безбрижну рутину београдског швалера драматично прекида његова ћерка мезимица Софија, која тек што је напунила 15 година, а „напаљени“ тинејџери почињу да наваљују на њена врата.
Све донедавно Софија је била класична мушкарача која са татом иде на утакмице и пуца у пеинт бол арени (тата је власник пеинт бол клуба „Мали Стаљинград“). Онда, за 15. рођендан, његова бивша супруга Марина и њена пријатељица Виолета Зубић унајмљују модне и козметичке експерте који ће од „ружног пачета“ направити „секси лабуда“.
Ипак, прави пакао за Николу настаје тек кад Марина и Виолета оду на недељу дана у Рим и препусте њему бригу о Софији. Притиснут буљуцима удварача, Никола почиње да луди и користи трикове, насиље и психотерапију како би Софију одбранио од удварача.

### А3 – Рокенрол узвраћа ударац
Борко Павић Доријан је средином седамдесетих година продао душу Ђаволу како би у Социјалистичкој Федеративној Републици Југославији постао рок звезда и стекао богатство и славу. Али у данашњој Србији успех и слава више не живе у рокенролу.
То зна најбоље Марко, некадашњи Доријанов обожавалац, који га се одрекао када је његов идол прешао у турбо фолк. Како су Анђео и Ђаво увек у акцији тако Маркова велика жеља да добије "Телекастер" гитару доводи до тога да и он прода душу Ђаволу.

## Улоге
| Лик                 | Филм                   | Филм                     | Филм                                |
| Лик                 | Ми нисмо анђели (1992) | Ми нисмо анђели 2 (2005) | А3 – Рокенрол узвраћа ударац (2006) |
| ------------------- | ---------------------- | ------------------------ | ----------------------------------- |
| Никола              | Никола Којо            | Никола Којо              |                                     |
| Марина              | Милена Павловић        | Милена Павловић          |                                     |
| Буба                | Бранка Катић           |                          |                                     |
| Ђаво                | Срђан Тодоровић        | Срђан Тодоровић          | Срђан Тодоровић                     |
| Анђео               | Урош Ђурић             | Урош Ђурић               | Урош Ђурић                          |
| Марта               | Соња Савић             |                          |                                     |
| Ђура                | Зоран Цвијановић       | Зоран Цвијановић         |                                     |
| Милан               | Мики Манојловић        | Мики Манојловић          |                                     |
| Виолета Зубић       | Весна Тривалић         | Весна Тривалић           | Весна Тривалић                      |
| Софија              |                        | Мирка Васиљевић          |                                     |
| Марко               |                        | Лука Кнежевић            | Златко Ракоњац                      |
| Андрија             |                        | Горан Јевтић             |                                     |
| Божидар             |                        | Ненад Стојменовић        |                                     |
| Борко Павић Доријан |                        |                          | Никола Пејаковић                    |
| Сара                |                        |                          | Нада Мацанковић                     |
| Момчило             |                        |                          | Зоран Цвијановић                    |
| Смоквица            |                        |                          | Сека Алексић                        |
| Мајор               |                        |                          | Милорад Мандић                      |
| Бели                |                        |                          | Борис Миливојевић                   |
| Кокс                |                        |                          | Горан Јевтић                        |
| Клопа               |                        |                          | Мира Ђурђевић                       |